# Kids' Choice Awards 2023
La 35ª edizione dei Kids' Choice Awards si è svolta il 4 marzo 2023 presso il Microsoft Theater di Los Angeles ed è stata condotta da Nate Burleson e Charli D'Amelio. L'edizione è stata trasmessa in diretta per la televisione da Nickelodeon USA e dalle altre reti televisive di Paramount Global.
Harry Styles è stato l'artista più premiato con 3 blimps ottenuti; la serie televisiva Stranger Things è stata candidata 6 volte, il più alto numero di candidature per categorie nell'edizione.
Sul palco della premiazione si sono esibiti gli artisti musicali Bebe Rexha con "I'm Good (Blue)", Lil Baby con "California Breeze", Lil Uzi Vert con "Just Wanna Rock"e Young Dylan con "I Just Wanna". Durante l'evento le celebrità Charli D'Amelio, Markell Washington, Michael Le e Nate Burleson hanno eseguito la cover di brani conosciuti: "Bloody Mary" di Lady Gaga, "Pretty Girls Walk" di Big Boss Vette, "Cuff It" di Beyoncè e "Rude Boy" di Rihanna.
All'evento sono state mostrate in anteprima alcune scene dei film Dungeons & Dragons - L'onore dei ladri e Tartarughe Ninja - Caos mutante e della serie animata Big Nate.

## Candidature USA
In grassetto sono evidenziati i vincitori.

### Televisione

#### Serie TV per ragazzi preferita
- Due fantagenitori - Ancora più fanta
- Hai paura del buio?
- A casa di Raven
- That Girl Lay Lay
- High School Musical: The Musical - La serie
- Ms. Marvel
- Stoffa da campioni - Cambio di gioco

#### Serie TV per famiglie preferita
- Mercoledì
- Cobra Kai
- iCarly
- Obi-Wan Kenobi
- She-Hulk: Attorney at Law
- Stranger Things
- Young Rock
- Young Sheldon
- La vera casa dei Loud

#### Attore televisivo preferito (Ragazzi)
- Joshua Bassett – High School Musical: The Musical: La serie
- Young Dylan – Tyler Perry's Young Dylan
- Israel Johnson – Summer Camp
- Brady Noon – Stoffa da campioni - Cambio di gioco
- Tyler Wladis – Due fantagenitori - Ancora più fanta

#### Attore televisivo preferito (Famiglie)
- Finn Wolfhard – Stranger Things
- Gaten Matarazzo – Stranger Things
- Caleb McLaughlin – Stranger Things
- Ralph Macchio – Cobra Kai
- Ewan McGregor – Obi-Wan Kenobi
- Wolfgang Schaeffer – La vera casa dei Loud
- Jerry Trainor – iCarly

#### Attrice televisiva preferita (Ragazzi)
- Olivia Rodrigo – High School Musical: The Musical: La serie
- Sofia Wylie – High School Musical: The Musical: La serie
- Raven-Symoné – A casa di Raven
- That Girl Lay Lay – That Girl Lay Lay
- Imogen Cohen – Due fantagenitori - Ancora più fanta
- Audrey Grace Marshall – Due fantagenitori - Ancora più fanta

#### Attrice televisiva preferita (Famiglie)
- Jenna Ortega – Mercoledì
- Millie Bobby Brown – Stranger Things
- Sadie Sink – Stranger Things
- Miranda Cosgrove – iCarly
- Hilary Duff – How I Met Your Father
- Tracee Ellis Ross – Black-ish

#### Reality Show preferito
- MasterChef Junior USA
- America's Got Talent
- America's Funniest Home Videos
- Il cantante mascherato USA
- American Ninja Warrior
- Floor Is Lava

#### Serie animata preferita
- SpongeBob
- Jurassic World - Nuove avventure
- Teen Titans Go!
- A casa dei Loud
- I Puffi
- I Rugrats

### Cinema

#### Film preferito
- Sonic - Il film 2 (Sonic the Hedgehog 2), regia di Jeff Fowler
- Avatar - La via dell'acqua (Avatar: The Way of Water), regia di James Cameron
- Black Adam, regia di Jaume Collet-Serra
- Black Panther: Wakanda Forever, regia di Ryan Coogler
- Hocus Pocus 2, regia di Anne Fletcher
- Jurassic World - Il dominio (Jurassic World Dominion), regia di Colin Trevorrow
- Top Gun: Maverick, regia di Joseph Kosinski
- Monster High (Monster High: The Movie), regia di Todd Holland

#### Attore cinematografico preferito
- Dwayne Johnson – Black Adam
- Jim Carrey – Sonic - Il film 2
- Chris Hemsworth – Thor: Love and Thunder
- Chris Pratt – Jurassic World - Il dominio
- Ryan Reynolds – The Adam Project
- Tom Cruise – Top Gun: Maverick

#### Attrice cinematografica preferita
- Millie Bobby Brown – Enola Holmes 2
- Lupita Nyong'o – Black Panther: Wakanda Forever
- Elizabeth Olsen – Doctor Strange nel Multiverso della Follia
- Sarah Jessica Parker – Hocus Pocus 2
- Natalie Portman – Thor: Love and Thunder
- Letitia Wright – Black Panther: Wakanda Forever

#### Film d'animazione preferito
- Minions 2 - Come Gru diventa cattivissimo (Minions: The Rise of Gru), regia di Kyle Balda, Brad Ableson e Jonathan del Val
- DC League of Super-Pets, regia di Jared Stern
- Hotel Transylvania - Uno scambio mostruoso (Hotel Transylvania: Transformania), regia di Derek Drymon e Jennifer Kluska
- Lightyear - La vera storia di Buzz (Lightyear), regia di Angus MacLane
- Troppo cattivi (The Bad Guys), regia di Pierre Perifel
- Red (Turning Red), regia di Domee Shi

#### Voce maschile in un film d'animazione preferita
- Dwayne Johnson – DC League of Super-Pets
- Steve Carell – Minions 2 - Come Gru diventa cattivissimo
- Chris Evans – Lightyear - La vera storia di Buzz
- Kevin Hart – DC League of Super-Pets
- Andy Samberg – Cip & Ciop agenti speciali
- Andy Samberg – Hotel Transylvania - Uno scambio mostruoso

#### Voce femminile in un film d'animazione preferita
- Selena Gomez –  Hotel Transylvania - Uno scambio mostruoso
- Awkwafina – Troppo cattivi
- Salma Hayek – Il gatto con gli stivali 2 - L'ultimo desiderio
- Taraji P. Henson – Minions 2 - Come Gru diventa cattivissimo
- Sandra Oh – Red
- Keke Palmer – Lightyear - La vera storia di Buzz

### Musica

#### Cantante femminile preferita
- Taylor Swift
- Adele
- Cardi B
- Beyoncé
- Billie Eilish
- Lady Gaga
- Lizzo
- Rihanna

#### Cantante maschile preferito
- Harry Styles
- Justin Bieber
- Bad Bunny
- Drake
- Kendrick Lamar
- Post Malone
- Ed Sheeran
- The Weeknd

#### Gruppo musicale preferito
- BTS
- 5 Seconds of Summer
- Black Eyed Peas
- Blackpink
- Imagine Dragons
- OneRepublic
- Panic! at the Disco
- Paramore

#### Collaborazione musicale preferita
- Sweetest Pie – Megan Thee Stallion e Dua Lipa
- Bam Bam – Camila Cabello featuring Ed Sheeran
- Don't You Worry – Black Eyed Peas, David Guetta e Shakira
- I Like You (A Happier Song) – Post Malone featuring Doja Cat
- Numb – Marshmello featuring Khalid
- Stay with Me – Calvin Harris featuring Justin Timberlake, Halsey e Pharrell

#### Canzone preferita
- As It Was – Harry Styles
- Break My Soul – Beyoncé
- First Class – Jack Harlow
- About Damn Time – Lizzo
- I Ain't Worried – OneRepublic
- Lift Me Up – Rihanna
- Anti-Hero – Taylor Swift
- Bejeweled – Taylor Swift

#### Album preferito
- Midnights (3AM Edition) – Taylor Swift
- Renaissance – Beyoncé
- God Did – DJ Khaled
- Special – Lizzo
- Harry's House – Harry Styles
- Dawn FM – The Weeknd

#### Celebrità musicale dei social preferito
- Bella Poarch
- Dixie D'Amelio
- Stephen Sanchez
- JoJo Siwa
- That Girl Lay Lay
- Oliver Tree

#### Celebrità musicale mondiale preferito
- Harry Styles (Regno Unito)
- Bad Bunny (America Latina)
- Blackpink (Asia)
- Rosalía (Europa)
- Taylor Swift (Nord America)
- Tones and I (Australia)
- Wizkid (Africa)

#### Cantante emergente preferito
- Dove Cameron
- Devon Cole
- Gayle
- Joji
- Lauren Spencer Smith
- Nicky Youre

### Sport

#### Celebrità sportiva femminile preferita
- Serena Williams
- Venus Williams
- Simone Biles
- Chloe Kim
- Naomi Ōsaka
- Candace Parker

#### Celebrità sportiva maschile preferita
- LeBron James
- Tom Brady
- Stephen Curry
- Patrick Mahomes
- Lionel Messi
- Shaun White

### Miscellanea

#### Migliore creatrice di contenuti
- Charli D'Amelio
- Dixie D'Amelio
- Addison Rae
- Gracie's Corner
- Kids Diana Show
- Miranda Sings

#### MIgliore creatore di contenuti
- MrBeast
- Austin Creed
- Ninja
- Ryan's World
- SeanDoesMagic
- Unspeakable

#### Videogioco preferito
- Minecraft
- Pokémon Scarlatto e Violetto
- Adopt Me!
- Brookhaven (minigioco di Roblox)
- Just Dance 2023 Edition
- Mario + Rabbids Sparks of Hope

#### Libro preferito
- Harry Potter
- Le mitiche avventure di Capitan Mutanda
- Cat Kid Comic Club
- Diario di una schiappa
- Five Nights at Freddy's (serie)
- Troppo cattivi

#### Famiglia dei social media preferita
- Ninja Kidz TV
- FGTeeV
- Ohana Adventure Family
- The Bucket List Family
- The Royalty Family
- The Williams Family

#### Animale domestico delle celebrità preferito
- Olivia Benson Swift
- Piggy Lou Bieber
- Noon Coleman
- Dodger Evans
- Toulouse Grande
- Gino Chopra Jonas

### Riconoscimenti speciali

#### Lifetime Achievement Award (Premio alla carriera)
- Optimus Prime

#### King of Comedy (Re della commedia)
- Adam Sandler

## Candidature internazionali
I vincitori sono indicati in grassetto.

### Italia

#### Cantante preferito
- Alex Wyse
- Ariete
- Pinguini Tattici Nucleari
- Tananai
- Mara Sattei
- Alfa

#### Celebrità dei social dell'anno
- Luca Campolunghi
- Pamela Paolini
- Samara Tramontana
- Florin Vitan
- Pietro Morello
- Nicky Passarella

#### Celebrità dei social preferita
- Aurora Baruto
- Gabriele Vagnato
- Emily Pallini
- Martina Strazzer
- Patrizio Morellato
- Sespo

### America Latina

#### Artista preferito
- Kenia Os
- Sebastián Yatra
- Manuel Turizo
- Camilo
- Danna Paola
- Anitta

### Africa

#### Celebrità preferita
- Trevor Noah
- Msaki
- Scorpion Kings
- Banyana Banyana

#### Influencer bambino preferito
- Lethukuthula Bhengu
- Alakhe Mdoda
- Rethabile Mokgatla
- Olianna and Olivia
- Siba Bogopa
- DJ Arch JNR

### Asia

#### Creator preferito
- Aqil Zulkiflee
- Gen Halilintar
- Hikakin
- Niana Guerrero

### Australia e Nuova Zelanda

#### Leggenda dell'anno
- Savannah Clarke - Now United
- Lydia Ko
- Robert Irwin
- Nick News
- Budjerah
- Georgie Stone

### Belgio

#### Celebrità preferita
- Romelu Lukaku
- Steffi Mercie
- Pommelien Thijs
- Metejoor

### Brasile

#### Artista preferito
- Any Gabrielly
- Jão
- Melim
- Lagum
- Gustavo Mioto
- Dilsinho

#### Celebrità preferita
- Anitta
- Manu Gavassi
- Vitor Kley
- Dilsinho
- Zé Felipe
- Agnes Nunes

### Estonia

#### Influencer preferito
- Liina Ariadne Pedanik
- Laura Rannaväli
- Marie Liset Tauts
- Bärbel Moros

### Germania, Austria e Svizzera

#### Cantante preferito
- Lena
- Leony
- Mark Forster
- Nico Santos
- Tim Bendzko
- Zoe Wees

#### Celebrità dei social media preferita
- Julia Beautx
- ItsLukasWhite (Lukas Leonhardt)
- Julesboringlife (Jule Nagel)
- Karim Jamal
- Klaudia Giez
- Twenty4tim (Tim Kampmann)

#### Nuovo arrivato sui social media preferito
- Jessie Bluegrey
- Alles Ava
- Helge Mark
- itsofficialmarco (Marco Strecker)
- Maria Ziffy
- Nadine Breaty

#### Squadra preferita
- Elevator Boys (Elevator Mansion)
- Nazionale di calcio femminile della Germania
- Cast di La scuola degli animali magici
- Cast di Spotlight
- Ptovinz

#### Tormentone preferito
- Remedy – Leony
- Life Is a Beach – Lena
- Eigentlich – LEA
- Hausaufgaben – Deine Freunde

### Kazakistan

#### Influencer preferito
- Amına Malgajdar
- Alina Kim
- Jasmın Saıdeldınova
- Batyr White

### Lettonia

#### Influencer preferito
- Lauris Zalāns
- Adriana Miglāne Sondore
- Elīna Pakalne
- Kristaps Graufelds

### Lituania

#### Opinionista preferito
- Ignas Lelys
- Cukrinis Avinėlis
- Amanda Puškytė
- Demi Norvilaitė

### Medio Oriente e Nordafrica

#### Celebrità preferita
- Amro Maskoun
- Osama Marwah
- Raghda Kouyoumdjian
- Rozzah

### Paesi Bassi

#### Celebrità preferita
- Stefania Liberakakis
- Snelle
- Broederliefde
- Meisje Djamilla

#### Famiglia preferita
- Bellinga
- Kluivert
- Rutjes
- Zeeuw-Spronk

### Polonia

#### Celebrità preferita
- Sanah
- Sara James
- Małe TGD
- Roxie Węgiel
- Kuba Szmajkowski

#### Influencer preferito
- Kacper JASPER Essa

- Maria Jeleniewska
- Natalia Skroczek
- Margarita Ishchenko
- Damian Tkaczuk

### Portogallo

#### Celebrità su Internet preferita
- Inês Teixiera
- Mafalda Creative
- Gustavo Ribeiro
- Rita Laranjeira

### Romania

#### Celebrità preferita
- Andra Gogan
- Alina Eremia
- Smiley
- La famiglia Melimi

### Spagna

#### Artista preferito
- Adexe & Nau

- Carlos Higes
- Luna Fulgencio
- Laia Oli

#### Influencer preferito
- Indy

- Alicia Martínez
- Laura Rouder
- Rubén George

### Ungheria

#### Celebrità preferita
- WhisperTon (Antal Strenner)
- Dominik Szoboszlai
- ValMar
- Forstner Csenge